# 陳萬言 (隆慶進士)
陳萬言（1530年—？），字汝嘉，號遇泉，錦衣衛旗籍順天府宛平縣人，明朝政治人物。

## 生平
順天府鄉試第一百八名舉人。隆慶二年（1568年）中式戊辰科會試第二百三十名，三甲第四十七名進士。初授山西临汾县知县，升苏州府通判，历官東昌府、郧阳府通判。

## 家族
曾祖陳璘，序班；祖父陳立甫；父陳定之，母何氏。慈侍下。